# Mike Matusow
Michael „Mike“ Matusow (* 30. April 1968 in Los Angeles, Kalifornien) ist ein professioneller US-amerikanischer Pokerspieler.
Matusow hat sich mit Poker bei Live-Turnieren knapp 10,5 Millionen US-Dollar erspielt. Er ist vierfacher Braceletgewinner der World Series of Poker und gewann 2005 das World Series of Poker Tournament of Champions. Aufgrund seines vorlauten Charakters trägt er den Spitznamen The Mouth.

## Pokerkarriere

### Anfänge
Matusow machte seine ersten Erfahrungen im Poker an Videopoker-Automaten im Maxim Casino im Westin-Causarina Las Vegas Hotel and Casino, als er 18 Jahre alt war. Die Gewinne seiner ersten Nacht betrugen 85 US-Dollar. Er spielte regelmäßig Videopoker, bis zu einem Ausmaß, dass er wiederholte Muskelverletzungen in seinen Armen und Schultern hatte. Gelegentlich musste er Geld aus dem Portemonnaie seiner Mutter stehlen, und einmal besuchte er ein Treffen von Gamblers Anonymous, den amerikanischen Anonymen Spielern.
Matusow lernte Texas Hold’em im Jahr 1989 von einem respektierten Kartenspieler namens Steve Samaroff. Auch arbeitete er als Croupier.
Bei der World Series of Poker 1998 zahlte Matusow ein Drittel des Startgeldes von Scotty Nguyen für das 10.000 US-Dollar teure Hauptturnier. Nguyen gewann das Turnier und gab Matusow ein Drittel seines Gewinns von einer Million US-Dollar.
Matusow erhielt den Spitznamen „The Mouth“ („Großmaul“), weil er das Spiel seiner Gegner oft abfällig kommentiert und diese als inkompetent darstellt. Einige halten ihn für einen der echten Unterhalter des Spieles, andere finden ihn einfach störend. Er ist für seine Gewohnheit bekannt, Fehleinschätzungen zu machen, wenn er auf der Siegerstraße ist. Diese sind sogar als „Mike Matusow Blow-ups“ oder „Mike Matusow Meltdowns“ bekannt.

### Turnierpoker

#### Werdegang

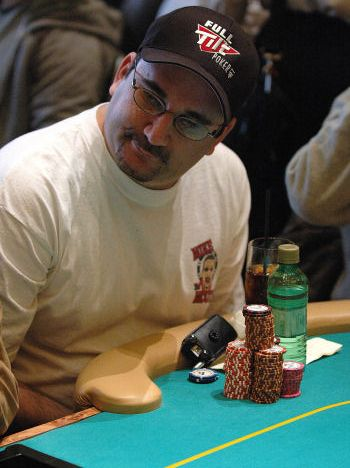
Matusow bei einem WPT-Event im Hotel Bellagio (2006)

Matusow hat einige Erfolge in Pokerturnieren erzielt, vor allem bei Veranstaltungen, bei denen die Varianten No Limit Hold’em und Omaha Hi-Lo gespielt wurde.
Bei der World Series of Poker (WSOP) gewann er 1999 sein erstes Bracelet, indem er ein 3500 US-Dollar teures Turnier in No Limit Hold’em für sich entschied. Bei der WSOP 2001 schaffte er es erneut an einen Finaltisch in No Limit Hold’em und schied auf dem sechsten Platz aus. Sein zweites WSOP-Bracelet gewann Matusow im Jahr 2002, als er Daniel Negreanu im Heads-Up bei einem Event in Omaha Hi-Lo besiegte. Beim Main Event der WSOP 2004 war Matusow im Fokus der Berichterstattung des Senders ESPN, als er den späteren Sieger Greg Raymer verbal angriff, bevor er schließlich mit AK gegen AQ auf dem River verlor und daraufhin weinend den Tisch verließ. Bei der WSOP 2005 kam Matusow auf Platz 9 von 5.619 Spielern im Hauptturnier, in dem es um eine Siegprämie von 7,5 Millionen US-Dollar ging. Nachdem er fast alle Chips mit einer Hand verloren hatte, die er mit einem Paar von Königen gegen ein Paar Asse verlor, wurde er von Steve Dannenmann besiegt, da sein Zehnerpaar auf der Hand nicht gegen AJ und einen Straight Draw ausreichte. Am 8. November 2005 zeigte er erneut eine starke Leistung, als er das Tournament of Champions der WSOP im Heads-Up gegen Hoyt Corkins gewann und dafür eine Million US-Dollar und eine Trophäe erhielt. Im folgenden Jahr wurde er Dritter und sicherte sich 250.000 US-Dollar.
Im Oktober 2004 wurde er Dritter beim Main Event der World Poker Tour (WPT) auf Aruba und gewann 250.000 US-Dollar. Im Jahr 2006 wurde er Zweiter hinter Tony G beim WPT Bad Boys of Poker II. Matusow spielte 2006 erstmals bei der National Heads-Up Poker Championship und wurde in der ersten Runde von Eli Elezra besiegt. Bei Poker Superstars III schaffte er es bis ins Viertelfinale. Anschließend gewann er das Poker Superstars Freeroll und erhielt 500.000 US-Dollar. 2007 belegte er hinter Kevin Saul den zweiten Platz beim WPT Bellagio Cup III und gewann 671.000 US-Dollar.
Der Amerikaner spielte in der zweiten, dritten, vierten und sechsten Staffel von High Stakes Poker. Im Januar 2009 gewann er im elften Versuch erstmals Poker After Dark.

#### Preisgeldübersicht
| Jahr   | Preisgeld (in $) | Turniersiege |
| ------ | ---------------- | ------------ |
| 1996   | 7.547            | 0            |
| 1997   | 83.732           | 0            |
| 1998   | 9.125            | 0            |
| 1999   | 300.388          | 1            |
| 2000   | 128.978          | 2            |
| 2001   | 256.491          | 0            |
| 2002   | 155.420          | 1            |
| 2003   | 123.397          | 0            |
| 2004   | 435.205          | 0            |
| 2005   | 2.014.225        | 1            |
| 2006   | 738.919          | 2            |
| 2007   | 1.697.124        | 1            |
| 2008   | 1.334.275        | 2            |
| 2009   | 7.411            | 0            |
| 2010   | 129.933          | 1            |
| 2011   | 406.741          | 0            |
| 2012   | 82.700           | 0            |
| 2013   | 1.091.850        | 2            |
| 2014   | 12.195           | 0            |
| 2015   | 0                | 0            |
| 2016   | 40.342           | 0            |
| 2017   | 266.936          | 0            |
| 2018   | 151.453          | 0            |
| 2019   | 254.555          | 0            |
| 2020   | 21.130           | 0            |
| 2021   | 174.736          | 0            |
| 2022   | 99.272           | 0            |
| 2023   | 361.327          | 1            |
| gesamt | 10.385.407       | 14           |

#### Braceletübersicht

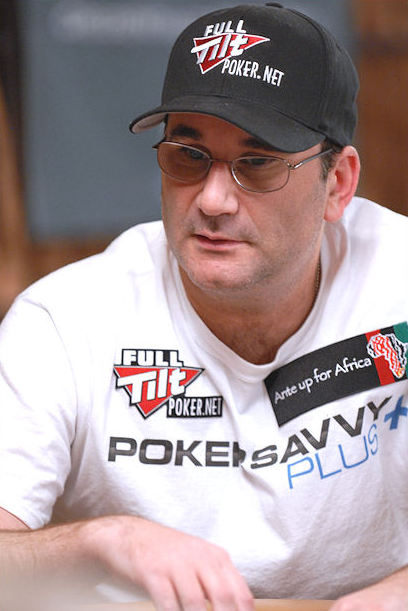
Matusow bei der WSOP 2008

Matusow kam bei der WSOP 109-mal ins Geld und gewann vier Bracelets:
| Jahr | Buy-in (in $) | Turnier                                  | Teilnehmer | Preisgeld (in $) |
| ---- | ------------- | ---------------------------------------- | ---------- | ---------------- |
| 1999 | 3500          | No Limit Hold’em                         | 205        | 265.475          |
| 2002 | 5000          | Omaha High/Low                           | 079        | 148.520          |
| 2008 | 5000          | No-Limit 2-7 Draw w/ Rebuys              | 085        | 537.862          |
| 2013 | 5000          | Seven Card Stud Hi-Low Split-8 or Better | 210        | 266.503          |

### Onlinepoker
Er spielt online unter den Nicknames dill pickle (UltimateBet), mrpokejoke (PokerStars) und mouth123 (WSOP.com); auf Full Tilt Poker nutzte er seinen echten Namen. Er war ein Mitglied des Team Full Tilt.

## Privatleben
Matusow litt in der Schule unter Mobbing und besuchte nicht das College. Er versuchte stattdessen, als Kfz-Mechaniker zu arbeiten, schloss die Lehre aber nicht ab. Später arbeitete er im Möbelhaus seiner Eltern.
Matusow erzählte 2005 in einem Interview des Card Player Magazine, dass bei ihm die Aufmerksamkeitsdefizit-/Hyperaktivitätsstörung diagnostiziert wurde und er Ritalin nimmt, um sie zu kontrollieren. Er erzählte im selben Interview von seiner Videopoker-Sucht und seinen Problemen mit Sportwetten. Während einer Folge High Stakes Poker erzählte Matusow, dass er ein „chemisches Ungleichgewicht“ habe und erwähnte die Hilfe seiner Therapeuten, weitere „Blow-Ups“ zu vermeiden.
Matusow wurde von seiner strippenden puerto-ricanischen Freundin im Jahr 2000 an die Methylendioxymethamphetamin-Droge Ecstasy herangeführt. Als er begann, Ecstasy zu konsumieren, spielte er nie Poker, sondern feierte, manchmal bis zu 72 Stunden am Stück, und verteilte auch Pillen an seine Freunde. Später nahm er auch Kokain und spielte wieder drei Tage pro Woche Poker. Matusow war der Meinung, dass seine Pokerfähigkeit durch die Drogen eingeschränkt wurde, und eine Freundin empfahl ihm, mit der Methamphetamin-Droge Speed zu experimentieren. Er sagt, dass er dadurch auf einem ganz anderen Niveau Poker spielte und nur deshalb den Finaltisch beim Main Event der WSOP 2001 erreichte. Matusow war zwischen Mai 2003 und September 2003 clean, nahm dann aber an einer exzessiven Alkohol- und Speed-Party mit einer Stripperin aus Las Vegas teil. Seit April 2005 nimmt er keine illegalen Drogen mehr.
Im September 2002 hielt Matusow eine Party in einer VIP-Kabine des Palms Casino Resort am Las Vegas Strip ab, bei der er Ecstasy an Freunde verteilte. Dabei wurde er dem Undercover-Drogenfahnder Mike Fento vorgestellt, der vorgab, in einer kriminellen Vereinigung in Chicago zu sein, die plane, ein Striplokal in Las Vegas zu eröffnen. Fento involvierte Matusow in Geldwäsche, wobei er 6000 US-Dollar für jede 100.000 US-Dollar zahlte, die Matusow wusch. Matusow besorgte Fento auch Drogen und versorgte ihn mit drei Unzen Kokain, 400 Percocets und 400 Ecstasy-Tabletten. Später gab Matusow an, er hatte Angst vor Fentos scheinbaren Verbindungen zur organisierten Kriminalität. Matusow fand heraus, dass Fento von einem seiner Dealer beauftragt wurde. Matusow wurde am 25. September 2003 gegen 21:30 Uhr in seinem Haus wegen Verkauf und Inverkehrbringens von kontrollierten Substanzen festgenommen. Die Polizei bot ihm an, eine Wanze zu tragen, um Beweise gegen einen Nachtklub-Inhaber zu erlangen, aber Matusow lehnte ab, da er fürchtete, von den Freunden des Nachtklub-Inhabers, die zur organisierten Kriminalität gehören, getötet zu werden. Der Anwalt von Matusow war David Chesnoff, der unter anderem Suge Knight und Britney Spears zu seinen Mandanten zählt. Chesnoff stellte sicher, dass Matusow keine Zeit in einem Landesgefängnis verbringen musste. Matusow wurde letztlich wegen Körperverletzung zu 6 Monaten Gefängnis verurteilt, die er bis April 2005 absaß. Nach seiner Entlassung lieh ihm Phil Hellmuth Geld, damit er eine neue Karriere beginnen konnte.
Bei der WSOP 2005 bekam Matusow Depressionen und hatte Suizidgedanken. Sein Psychiater führte dies darauf zurück, dass er während seiner Gefängniszeit nicht sein Medikament Depakote nahm. Außerdem muss er Zoloft und Ritalin nehmen. Schließlich verlor er den Großteil seiner 750.000 US-Dollar, die er aus Hellmuths Geld erspielt hatte.